# Abby Kelley
Abby Kelley   (Pelham, 15 de gener de 1811 - Worcester, 14 de gener de 1887) Abigail Kelley Foster fou una abolicionista antiesclavista, feminista i reformadora social estatunidenca, activa des de la dècada del 1830 fins a la del del 1870. Recaptà fons, feu conferències i organitzà comités per a la Societat Antiesclavista Estatunidenca, i hi treballà estretament amb William Lloyd Garrison i altres radicals.
Es casà amb el també abolicionista Stephen Symonds Foster i treballaren per la igualtat de drets de les dones i dels esclaus afroamericans. Dedicà gran part de la seua vida a tractar d'eliminar «els prejudicis d'ètnia i gènere».
La seua antiga casa, la Granja de la Llibertat, a Worcester (Massachusetts), ha estat classificada com a Monument Històric Nacional. Abby Kelley forma part del National Women's Hall of Fame des del 2011.

## Biografia
El 15 de gener del 1811, nasqué Abigail (Abby) Kelley, la setena filla de Wing i Lydia Kelley, grangers de Pelham (Massachusetts). Kelley ajudava en les granges de la família a Worcester, i rebé una educació quàquera, doncs la família pertanyia a una reunió de veneració quàquera prop d'Uxbridge (Massachusetts). Començà la seua educació en una cambra individual de la seua escola en la secció Tatnuck de Worcester. La germana de Foster escrigué que Abby “assistí al millor col·legi privat per a xiques de Worcester. El 1826, com que Worcester no tenia institut per a xiques i els seus pares no podien permetre's un seminari privat, Kelley continuà la seua educació en el New England Friends Boarding School a Providence (Rhode Island). Després del primer any de col·legi, Kelley feu classes durant dos anys per a guanyar diners per a continuar estudiant. El 1829, va assistir al seu darrer any d'estudis, havent rebut l'educació més alta que cap dona de Nova Anglaterra de la seua situació econòmica podia esperar.
Abby tornà a casa dels pares per a ensenyar en els col·legis locals i, el 1835, es traslladaren a la seua nova casa, a Milbury. Més tard, al 1836, se n'anà a Lynn (Massachusetts), on ensenyava en un col·legi. Allí conegué companys quàquers que predicaven les idees de restricció, antialcoholisme, pacifisme i alliberament de l'esclavitud. S'interessà per les teories de la salut de Sylvester Graham i per l'abolició de l'esclavitud després d'escoltar la conferència de William Loyd Garrison, editor de la publicació abolicionista The Liberator. Kelley entrà en la Societat Antiesclavista de Dones de Lynn i aviat la triaren per a un comité de replega de signatures per a demanar al govern federal la fi de l'esclavitud en el districte de Colúmbia. Kelley, al 1837, va recollir les signatures de gairebé la meitat de les dones de Lynn.

## Radicalització
Kelley es radicalitzà progressivament en treballar amb abolicionistes com Angelina Grimké. Proposava l'abolició de l'esclavitud i la igualtat plena per als negres. A més a més, la influència de Garrison la feu adoptar la posició de “no-resistència” que anava més enllà de l'oposició a la guerra i s'enfrontava a totes les formes de coerció governamental. Els abolicionistes radicals dirigits per Garrison rebutjaven ser jurats, allistar-se en l'exèrcit o votar. La crida garrisoniana per a la fi de l'esclavitud i l'extensió dels drets civils dels afroamericans causà controvèrsia. La defensa de Kelley del moviment abolicionista provocà que alguns oponents l'anomenassen “Jezebel”, ja que el que ella proposava amenaçava la seua estructura social. D'altra banda, molts abolicionistes lloaren la seua habilitat per a parlar en públic i la seua dedicació a la causa. La influència de Kelley arribà fins al punt que un grup de dones activistes eren anomenades “Abby Kelleyites”, i l'abolicionisme radical començà a ser conegut com “Abby Kelleism”.

## Activitat antiesclavista
Després del pànic financer del 1837, Kelley es feu càrrec de la recaptació de fons per a la Societat de Dones de Lynn. Donà una generosa quantitat dels seus diners per a la Societat Antiesclavista Estatunidenca. Amb el suport d'Angela Grimké, Abby fou la primera delegada de la Societat de Dones de Lynn per a la convenció nacional de la Societat Antiesclavista Americana de Nova York. Allí participà en la redacció de la declaració de la societat per a l'abolició. Després de la convenció, es comprometé a fons amb la Societat Antiesclavista, per a la qual va distribuir peticions, recaptà fons i feu conferències.
El 1838, Kelley feu el seu primer discurs a un “públic promiscu” (de gènere mixt) en la primera Convenció Antiesclavista de Dones Americanes, a Filadèlfia. En aquest moment, les dones no solien parlar en fòrums públics. Malgrat les protestes, Kelley proclamà amb eloqüència la causa de l'abolicionisme de l'esclavisme. En els mesos següents, es consolidà com a figura pública en parlar davant multituds de gènere mixt, com la de la Convenció Antiesclavista de Nova Anglaterra.
Al 1838, se n'anà a Connecticut per a difondre el missatge antiesclavista. El 1839, Kelley estava completament involucrada en la Societat Antiesclavista, mentre encara reconeixia la tradició quàquera en rebutjar el pagament pels seus esforços. No obstant això, el 1841, renuncià als quàquers per les disputes sobre la no-autorització d'oradors antiesclavistes a les cases de reunió i el grup va renegar d'ella.
El 1843, Kelley feu un discurs als assistents a la Convenció del Partit Llibertat a Buffalo (Nova York), i esdevingué la primera dona a Amèrica a parlar en una convenció política estatal.
De llavors ençà, Keller va contribuir a la Societat Antiesclavista Estatunidenca com a oradora i recaptadora de fons. Sovint compartia la tarima amb antics africans esclavitzats malgrat la desaprovació d'alguns membres del públic. “M'alegre que m'identifiquen amb la gent de color que és menyspreada. Si han de ser menyspreats, també han de ser-ho els seus defensors". A l'octubre del 1849, Kelley escrigué al seu amic Milo Townsend i li explicà el treball que estava fent per a la societat antiesclavista: "Sabem que la nostra causa tira endavant".
Alguns membres de la Societat s'oposaven a les idees proposades per Garrison, Kelley i altres radicals. Així, quan Kelley fou triada per al comité estatal de negocis de la Societat Antiesclavista, els membres conservadors abandonaren la sala com a protesta. Oficialment els dos grups d'abolicionistes es van separar. Els abolicionistes radicals pacifistes controlaven la Societat, que promovia un igualitarisme total, que s'havia d'obtenir sense ajuda de cap govern, ja que totes les institucions d'aquest tipus estaven construïdes sobre la violència de la guerra. El 1854 Kelley fou cap de recaptació de fons i agent financera general de la Societat Antiesclavista i el 1857 fou agent general a càrrec dels programes de conferències i convencions.
Kelley i el seu marit, Stephen Symonds Foster (amb Sojourner Truth, Jonathan Walker, Marius Robinson i Sallie Holley), reorganitzaren la Societat Antiesclavista de Michigan al 1853 a Adrian (Michigan). La societat estatal es fundà al 1836 a Ann Arbor (Michigan).

## Drets de les dones
Lluitar pels drets de les dones es convertí en una prioritat per a molts abolicionistes, i Kelley parlà sobre els drets de les dones en Seneca Falls (Nova York), cinc anys abans que se celebrés la famosa convenció. Kelley va influenciar futures sufragistes com ara Susan B. Anthony i Lucy Stone, encoratjant-les a lluitar en l'activisme polític. Organitzà i parlà en la Primera Convenció Nacional dels Drets de les Dones a Worcester (Massachusetts) al 1850 (la Convenció de Seneca Falls, la primera convenció sobre els drets de les dones, del 1848, no es realitzà a nivell estatal).
Després de la Guerra Civil americana, Kelley recolzà la Quinzena esmena a la Constitució. Algunes dones es resistiren a qualsevol esmena que no inclogués el sufragi femení. Kelley se separà de Susan B. Anthony i Elizabeth Cady Stanton a causa de la seua oposició a l'aprovació de l'esmena. Una volta aprovada l'esmena i que Garrison dissolgués la Societat Antiesclavista, Kelley continuà lluitant per la igualtat de drets tant dels afroamericans com de les dones.
El 1872, Kelley i el seu marit es negaren a pagar impostos sobre la seua propietat comuna; en defensa van dir que, com que Kelley no podia votar, era una víctima de “pagar impostos sense representació”. Tot i que la seua granja fos confiscada, venuda i recomprada per a ells pels seus amics, Kelley continuà amb el seu activisme malgrat les dificultats financeres i la mala salut.

## Matrimoni i família
Kelley es va casar amb el seu company abolicionista Stephen Symonds Foster el 1845. El 1847, compraren una granja a Tatnuck, a Worcester (Massachusetts) i l'anomenaren “Granja de la Llibertat”. Aquest mateix any tingueren la seua única filla. La granja serví de parada del Ferrocarril Subterrani i de refugi per als seus companys reformistes. Kelley fou oradora i recaptadora d'impostos en tot el nord fins al 1850, quan el seu estat de salut empitjorà. Va mantenir, però, una correspondència activa i reunions locals.
Abby Kelley Foster morí el 14 de gener del 1887, un dia abans de complir 76 anys.

## Llegat i honors
La Granja de la Llibertat de Worcester (Massachusetts), la llar d'Abby Kelley i Stephen Symonds Foster, fou classificada com a “Monument Històric Nacional dels Estats Units” per la lluita per l'abolicionisme.
La Casa d'Abby és un centre d'acollida per a dones que porta el seu nom en honor seu, inaugurada a Worcester el 1976.
El 2011, la inclogueren en el Saló Nacional de la Fama de les Dones.
L'escola pública concertada Abby Kelley Foster, centre d'ensenyament primari i secundari de Worcester (Massachusetts), inaugurat el 1998, duu el seu nom en honor seu.